# 正坪駅
正坪駅（チョンピョンえき）は、大韓民国慶尚北道慶山市にある大邱交通公社2号線の駅。駅番号は(242)。

## 駅周辺
- 正坪初等学校
- 大邱銀行正坪洞支店

## 歴史
- 2012年9月19日 - 開業。

## 隣の駅
大邱交通公社
●2号線
沙月駅 (241) - 正坪駅 (242) - 林堂駅(243)